# Kadeem Coleby
Kadeem D'Arby Coleby (Nassau, 8 novembre 1989) è un cestista bahamense.
È il fratello di Dwight Coleby.

## Carriera
Con la Bahamas ha disputato due edizioni dei Campionati centramericani (2012, 2014).